# جورجینا رایلی
جورجینا رایلی (انگلیسی: Georgina Reilly؛ زادهٔ ۱۲ فوریهٔ ۱۹۸۶) بازیگر اهل بریتانیا است.
از فیلم‌ها یا مجموعه‌های تلویزیونی که وی در آن‌ها نقش داشته‌است، می‌توان به نقطه کور، مزرعه قلب‌ها، نجات امید، مردم زیبا و ماجراهای مرداک اشاره نمود.